# Светско првенство у кошарци 2019 — група А
”Група А на Светском првенству у кошарци 2019.” је прва група на Светском првенству које ће бити одиграно у Кини. Групна фаза овог такмичења почиње 31. августа и трајаће до 4. септембра 2019. године. У групи А ће се састати репрезентације Кине (као домаћин), Обала Слоноваче, Пољске и Венецуеле. Утакмице се играју у Кадилак арени у Пекингу. Свака репрезентација ће играти једна против друге (укупно три кола). Након што се одиграју утакмице, два најбоље пласирана тима ће се пласирати у другу фазу такмичења, а два најлошије пласирана тима ће играти Класификационе кругове (распоред од 17. до 32. места).

## Тимови
| Група А                                               |
| ----------------------------------------------------- |
| Обала Слоноваче · Пољска · Венецуела · Кина (домаћин) |

| Репрезентација  | Квалификовани          | Квалификовани     | Наступ          | Наступ         | Најбољи наступ                         | Ранг на Фибиној листи |
| Репрезентација  | Квалификовани као      | Датум             | Последњи наступ | Укупно наступа | Најбољи наступ                         | Ранг на Фибиној листи |
| --------------- | ---------------------- | ----------------- | --------------- | -------------- | -------------------------------------- | --------------------- |
| Обала Слоноваче | Афричке квалификације  | 24. фебруар 2019. | 2010            | 4              | 13. место (1982, 1986)                 | 64                    |
| Пољска          | Европске квалификације | 22. фебруар 2019. | 1967            | 2              | 5. место (1967)                        | 25                    |
| Венецуела       | Америчке квалификације | 2. децембар 2018. | 2006            | 5              | 11. место (1990) / Квалификациони круг | 20                    |
| Кина            | Домаћин                | 7. август 2015.   | 2010            | 9              | 8. место (1994) / Квалификациони круг  | 30                    |

## Пласман (Табела)
| Поз. | Табела групе А  | ИГ | Д | И | П+  | П-  | Разл. | Бод. | Коментари                       |
| ---- | --------------- | -- | - | - | --- | --- | ----- | ---- | ------------------------------- |
| 1.   | Пољска          | 3  | 3 | 0 | 239 | 208 | +31   | 6    | Пласман у другу рунду           |
| 2.   | Венецуела       | 3  | 2 | 1 | 228 | 210 | +18   | 5    | Пласман у другу рунду           |
| 3.   | Кина (Д)        | 3  | 1 | 2 | 205 | 206 | -1    | 4    | Распоред од 17. до 32. позиције |
| 4.   | Обала Слоноваче | 3  | 0 | 3 | 189 | 237 | -48   | 3    | Распоред од 17. до 32. позиције |

- Д − домаћин

## Утакмице

### Пољска vs. Венецуела
| 31. август 2019. 16:00 | Boxscore | Пољска                                                           | 80 : 69 | Венецуела                | Кадилак арена, Пекинг Судије: Метју Калио, Метју Мејерс, Николас Фернандес |  |
| 31. август 2019. 16:00 | Boxscore | Четвртине: 22:24, 22:12, 16:15, 20:18                            |         |                          | Кадилак арена, Пекинг Судије: Метју Калио, Метју Мејерс, Николас Фернандес |  |
| 31. август 2019. 16:00 | Boxscore | Поени: Соколовски 16 Скокови: Хричаниук 10 Асистенције: Слотер 5 |         | Чорио 15 Руиз 10 Гиљен 8 | Кадилак арена, Пекинг Судије: Метју Калио, Метју Мејерс, Николас Фернандес |  |

### Обала Слоноваче vs. Кина
| 31. август 2019. 20:00 | Boxscore | Обала Слоноваче                                                      | 55 : 70 | Кина                         | Кадилак арена, Пекинг Судије: Јенер Јилмаз, Борис Крејич, Харја Јаладри |  |
| 31. август 2019. 20:00 | Boxscore | Четвртине: 16:14, 13:15, 12:22, 14:19                                |         |                              | Кадилак арена, Пекинг Судије: Јенер Јилмаз, Борис Крејич, Харја Јаладри |  |
| 31. август 2019. 20:00 | Boxscore | Поени: Еди 10 Скокови: Коне, Томпсон 8 Асистенције: Диабате, Памба 3 |         | Ји 19 Ји, Хиаочуан 8 Алиун 9 | Кадилак арена, Пекинг Судије: Јенер Јилмаз, Борис Крејич, Харја Јаладри |  |

### Венецуела vs. Обала Слоноваче
| 2. септембар 2019. 16:00 | Boxscore | Венецуела                                            | 87 : 71 | Обала Слоноваче                    | Кадилак арена, Пекинг Гледаоци: 6.051 Судије: Метју Мејерс, Јенер Јилмаз, Харја Јаларди |  |
| 2. септембар 2019. 16:00 | Boxscore | Четвртине: 26:17, 23:15, 24:24, 14:15                |         |                                    | Кадилак арена, Пекинг Гледаоци: 6.051 Судије: Метју Мејерс, Јенер Јилмаз, Харја Јаларди |  |
| 2. септембар 2019. 16:00 | Boxscore | Поени: Гиљен 31 Скокови: Руиз 8 Асистенције: Гиљен 7 |         | Абоуо 16 Памба 6 Фофана, Диабате 4 | Кадилак арена, Пекинг Гледаоци: 6.051 Судије: Метју Мејерс, Јенер Јилмаз, Харја Јаларди |  |

### Кина vs. Пољска
| 2. септембар 2019. 20:00 | Boxscore | Кина                                               | 76 : 79 (ОТ) | Пољска         | Кадилак арена, Пекинг Гледаоци: 11.646 Судије: Метју Калио, Борис Крејич , Ахмед Абакил |  |
| 2. септембар 2019. 20:00 | Boxscore | Четвртине: 25:15, 10:24, 19:18, 18:15, 4:7         |              |                | Кадилак арена, Пекинг Гледаоци: 11.646 Судије: Метју Калио, Борис Крејич , Ахмед Абакил |  |
| 2. септембар 2019. 20:00 | Boxscore | Поени: Ји Скокови: Ванг Асистенције: Алиун, Зао Џ. |              | Понтика Слотер | Кадилак арена, Пекинг Гледаоци: 11.646 Судије: Метју Калио, Борис Крејич , Ахмед Абакил |  |

### Обала Слоноваче vs. Пољска
| 4. септембар 2019. 16:00 | Boxscore | Обала Слоноваче                                                   | 63 : 80 | Пољска                         | Кадилак арена, Пекинг Судије: Метју Калио, Николас Фернандез, Самир Абакил |  |
| 4. септембар 2019. 16:00 | Boxscore | Четвртине: 24:20, 8:16, 17:19, 14:25                              |         |                                | Кадилак арена, Пекинг Судије: Метју Калио, Николас Фернандез, Самир Абакил |  |
| 4. септембар 2019. 16:00 | Boxscore | Поени: Абоуо 23 Скокови: Абоуо, Томпсон 6 Асистенције: Дијабате 6 |         | Вачински 16 Кулиг 7 Вачински 6 | Кадилак арена, Пекинг Судије: Метју Калио, Николас Фернандез, Самир Абакил |  |

### Венецуела vs. Кина
| 4. септембар 2019. 20:00 | Boxscore | Венецуела                                                 | 72 : 59 | Кина           | Кадилак арена, Пекинг Судије: Јенер Јилмаз, Метју Мејерс, Борис Крејич |  |
| 4. септембар 2019. 20:00 | Boxscore | Четвртине: 18:10, 15:13, 18:18, 21:18                     |         |                | Кадилак арена, Пекинг Судије: Јенер Јилмаз, Метју Мејерс, Борис Крејич |  |
| 4. септембар 2019. 20:00 | Boxscore | Поени: Гиљен Скокови: Колменареш, Руиз Асистенције: Гиљен |         | Фенг Ји Зао Џ. | Кадилак арена, Пекинг Судије: Јенер Јилмаз, Метју Мејерс, Борис Крејич |  |

### Занимљивости
- Ово ће бити четврта утакмица између Обале Слоноваче и Кине на Светском првенству. Кина је победила на три претходна сусрета, укључујући и меч у 2010. години, кад су и последњи пут одмерили снаге.
- Пољска ће први пут одмерити снаге са све три екипе у групи Венецуелом, Кином и Обалом Слоноваче
- Венецуела ће такође, први пут одмерити снаге са Пољском и Обалом Слоноваче.
- Ово ће бити друга утакмица између Венецуеле и Кине на Светском првенству. Венецуела је победила оба меча, први пут 1990. године, а други пут на Олимпијским играма 2016. године.